# Secuencia de reconocimiento
La secuencia de reconocimiento, a veces conocida como sitio de reconocimiento, es cualquier motivo de proteína de unión al ADN que muestra especificidad en su unión, se refiere a la secuencia de ADN (o subconjunto del mismo), que es específico del dominio. Las secuencias de reconocimiento son palíndromos.
El factor de transcripción Sp1, por ejemplo, se une a las secuencias 5'-(G/T)GGGCGG(G/A)(G/A)(C/T)-3', donde (G/T) indica que el dominio se unirá una guanina o timina en esta posición.
La endonucleasa de restricción PstI reconoce, se une y separa de secuencia 5'-CTGCAG-3'.
Sin embargo, una secuencia de reconocimiento se refiere a un aspecto diferente de la del sitio de reconocimiento. Una secuencia de reconocimiento puede ocurrir uno o más veces en un fragmento de ADN específico. Un sitio de reconocimiento es especificado por la posición del sitio. Por ejemplo, hay dos sitios de reconocimiento de PstI en el siguiente fragmento de secuencia de ADN, comienzan en la base 9 y 31 respectivamente. Una secuencia de reconocimiento es una secuencia específica, generalmente muy corta (de menos de 10 bases). Dependiendo del grado de especificidad de la proteína, una proteína de unión al ADN puede enlazar a más de una secuencia específica. Para el PstI, que tiene una secuencia de única especificidad, que es la 5'-CTGCAG-3'. Siempre es el mismo si en el primer sitio de reconocimiento o el segundo en la siguiente secuencia del ejemplo. Para Sp1, que tiene múltiples especificidad de secuencia (16) como se muestra arriba, los dos sitios de reconocimiento en el siguiente fragmento de secuencia de ejemplo son 18 y 32, y sus secuencias de reconocimiento
5'-AACGTTAGCTGCAGTCGGGGCGGAGCTAGGCTGCAGGAATTGGGCGGAACCT-3'